# 화력 발전소

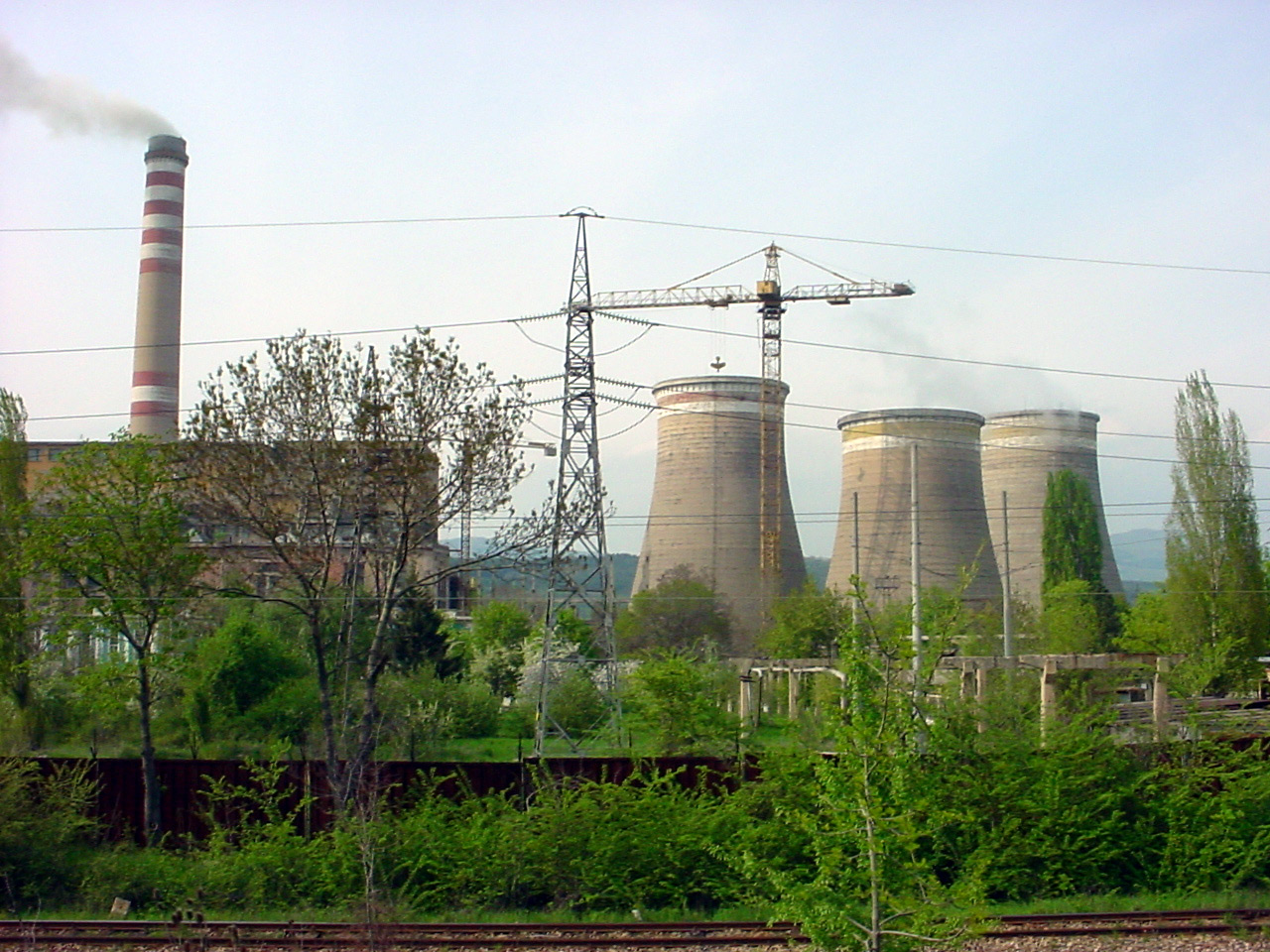
어느 한 화력 발전소의 모습.

화력 발전소(火力發電所, 문화어: 화력발전기지;  영어: Thermal Power Station)는 물을 끓인 증기를 이용하여 터빈을 돌려 화력 발전을 하는 발전소이다. 터빈을 지난 물은 복수기에서 냉각된 후에 다시 사용된다. 이것은 랭킨 사이클로 많이 알려져 있다. 증기를 만드는 데 석탄 등 여러 가지 연료를 사용하는 터라, 이 발전소는 변종이 많은 것이 특징이다.

## 대략적인 소개
화력 발전소는 석탄, 원자력, 지열(지열 발전), 태양열과 쓰레기 소각, 천연 가스, 바이오매스를 열원으로 사용한다. 천연 가스는 일반적인 보일러에서의 연소뿐만 아니라 가스 터빈을 사용하여 발전을 하기도 한다. 가스 터빈에서 나온 폐열은 복합 화력 발전소에서 효율을 극대화 시키는데 사용된다.
상업적인 발전소는 거대한 규모와 지속적인 운전이 가능하도록 건설된다. 이런 발전소에서는 3상 혹은 단상 발전기를 이용하여 50Hz 혹은 60Hz의 교류를 생산해 전 세계에 공급한다. 여럿 기업이나 시설에선 전기와 열 그리고 증기를 공급받기 위한 자체 발전소를 가지고 있다.
몇몇 산업이나, 거대 시설, 혹은 도시 근처에는 열병합 발전소가 있는데, 열병합 발전소에서는 전기와 발전도중 나오는 폐열을 이용한 지역 난방을 제공한다. 열병합발전 시스템(Cogeneration System)은 하나의 에너지원으로부터 전력과 열을 동시에 발생시키는 종합에너지 시스템(Total Energy System)이다.

## 효율
일반적인 상업 발전소에서의 전력 효율은 약 33%에서 48%정도이다. 이 효율은 모든 열기계들이 따르는 열역학때문에 제한된다. 나머지 에너지는 열로 빠져버린다. 이 폐열은 주로 복수기에서 냉각수와 냉각탑에서 빠져버리게 된다. 이 폐열을 지역 난방에 사용하는 발전소를 가리켜 열병합 발전소라고 칭한다. 사막국가에 위치한 화력 발전소는 전력과 더불어 폐열을 이용하여 탈염 설비를 가동하기도 한다.
본질적으로 화력 발전소의 효율은 증기의 절대 온도의 비율에 제한되어 있어, 효율을 높이기 위해서 증기를 고온 고압으로 만드는 것이 중요하다. 역사상에는 물대신에 수은을 이용한 화력 발전소 실험이 있었다. 수은은 물보다 더 높은 온도를 가지면서도 더 낮은 압력으로 발전하는 것이 가능하였으나, 수은의 독성과 낮은 열순환능력으로 인해서 퇴출당하였다.

## 일반적인 석탄 화력 발전소의 도해

일반적인 석탄 화력 발전소의 도해

| 1. 냉각탑             | 10. 송풍기               |                        |
| 3. 3상 송전선         | 12. 탈기기               | 21. 재열기             |
| 4. 3상 승압 변압기    | 13. 급수가열기           | 22. 공기 흡입기        |
| 5. 3상 발전기         | 14. 석탄 운반장치        | 23. 이코노마이저       |
| 6. 저압 증기터빈      | 15. 저탄기               | 24. 공기예열기         |
| 7. 복수기 펌프        | 16. 석탄 분쇄기          | 25. 집진기             |
| 8. 복수기             | 17. 보일러 증기 드럼     | 26. 통풍 촉진용 송풍기 |
| 9. 중간 압력 증기터빈 | 18. 석탄 바닥재 모음장채 | 27. 굴뚝               |

## 증기 발생기
일반적인 화력 발전소에서, 보일러에서는 순도가 높은 고온 고압의 증기를 증기 터빈으로 보내어 발전기를 돌린다. 원자력 발전소에선 가압수형 원자로의 경우엔 열 교환기인 증기 발생기에서 맡고 있으며, 비등수형 원자로의 경우 원자로에서 물을 끓인다. 화력 발전소에서는 이코노마이저, 증기 드럼, 증기발생 튜브와 과열기가 있으며, 안전 밸브가 곳곳에 있어서 보일러 압력을 조절한다. 공기와 배기가스를 조절하기 위하여 통풍기, 공기예열기, 통풍 촉진용 송풍기, 집진기(정전기식 집진기 혹은 필터를 이용한 집진기)와 굴뚝이 있다.
이와 반대로 지열 발전소에서는 자연적으로 나오는 증기를 사용하기에 보일러가 필요없지만, 열 교환기가 부식에 강해야 되거나, 열교환기 안에 부유물이 가득차게 된다는 단점이 있다.

### 보일러 가열과 증기 드럼
보일러에 들어간 물은 기화열 혹은 엔탈피가 추가되는 과정을 거치게 된다. 보일러에서는 연료를 태워서 나오는 화학적인 반응에서 나오는 에너지를 물에 전달한다.
물은 보일러에 들어가기전에 이코노마이저(절탄기)에 전달되게 되고, 이코노마이저에서는 물을 증기드럼으로 보내게 된다.
물은 증기드럼으로 들어가서 자연순환에 의해 증기드럼의 다운콤마 라인을 통하여 밑으로 내려가게 되고, 내려간물은 보일러에 의해 가열되어 증기로 변하게 되고, 증기로 변한 물은 다시 증기 드럼으로 들어가게 된다.
[다운콤마부터 드럼으로 돌아오는구간을 에바포레이터(증발기)라 부른다.]
드럼으로 들어간 증기는 증기 드럼에서 증기와 물로 구분되게 되고, 드럼상부의 건조기를 통하게 된다.
드럼 상부의 건조기를 떠난 증기는 다시 보일러 고온부의 슈퍼히터(과열기)를 통과하며 압력을 유지한체 고온의 메인스팀이 되어 스팀 터빈을 가동한다.
보조적인 보일러 가열에는 석탄공급 노즐과 점화기, 검댕 송풍기등이 포함되는데, 연소영역에서 석탄을 태우기전에 석탄에서 나온 *가연성 가스를 전기로 점화시켜 보일러를 가열시킨다.
- 가연성 : 물질이 불에타는 성질

### 과열기
(Super Heater)
화력 발전소에서는 과열기 혹은 증기 발생기에 있는 재열기를 사용한다. 원자력 발전소에서는 과열기가 없지만, 필수적으로 증기를 과열시켜버린다. 화력 발전소에서는 증기드럼을 거친 증기를 과열기에서 가열시키는데, 과열기에서는 높은열을 가진 배기가스를 이용하여 증기를 과열시켜 버린다. 과열된 증기는 주 증기 배관을 따라서 고압 증기터빈을 돌리게 된다.

### 연료 예열 시스템
석탄을 연료로 하는 화력 발전소에서는, 먼저 석탄을 작게 조각 낸 다음에 저탄기로 보낸다. 저탄기에 저장된 석탄은 미본기(분쇄기)에서 고운가루로 만들어서 공기 가열기에서 나온 고온의 공기를 이용하여 보일러로 불어넣는다.
석유를 연료로 하는 화력 발전소에서는 석유를 탱크안에서 가열시켜 석유가 굳어버려 펌프질하지 못하는 상태가 되지 않도록 만든다. 석유는 보통 보일러의 분사노즐로 들어가기전에 100 °C 정도로 가열돼서 들어가게 된다.
천연가스를 연료로 하는 화력 발전소에서는 천연가스를 가공해서 사용한다. 몇몇 화력 발전소에서는 천연가스를 보조 연료로 사용하기도 한다.

### 공기 유입
추가적인 송풍기는 연소되기 충분한 공기를 제공한다. 송풍기는 대기중에서 공기를 끌여들여 공기가열기에서 공기를 가열한후에 공기 노즐을 이용하여 보일러에 불어넣어 보일러를 가열시킨다.
통풍 촉진용 송풍기는 가열후 배기가스를 밖으로 빼내어 배기가스에 의한 역효과를 방지한다.

## 증기 터빈 발전기

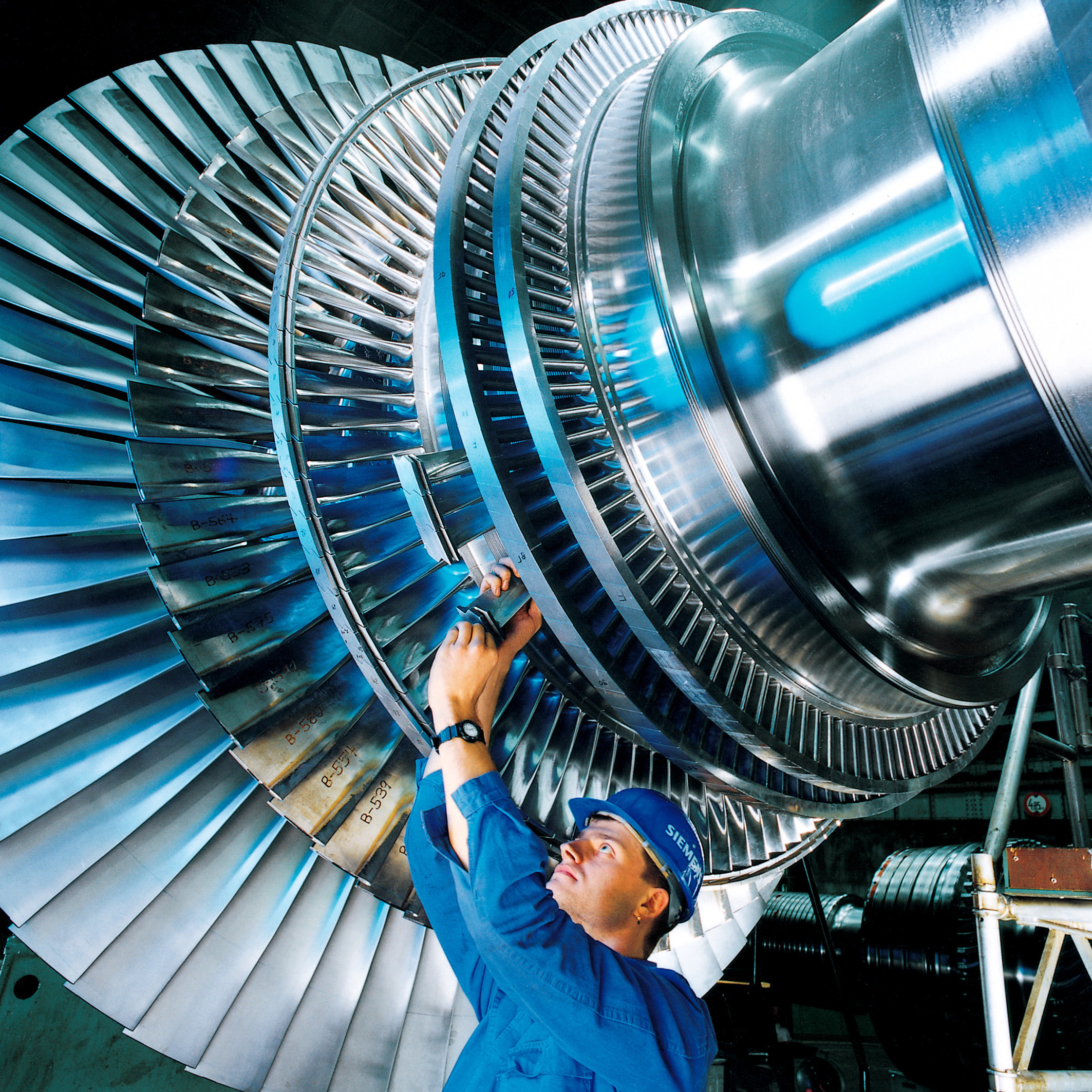
발전소에서 쓰이는 현대 증기 터빈의 로터

증기터빈 발전기는 보조시스템을 만족스럽고 안전하게 돌아갈수있도록 지원해준다. 증기터빈의 로터는 일반적으로 거대한 직경의 샤프트가 달려있다. 이로 인해서 샤프트는 증기터빈에서 지탱될뿐만 아니라, 가동중에 자리를 지키고 있게 된다. 가동중에 마찰저항을 최소로 하기 위해서 샤프트에는 베어링이 달려 있다. 샤프트의 베어링에는 배빗 합금같은 마찰저항이 작은 배빗 합금과 주유로 인해서 샤프트와의 마찰저항을 줄이고 마찰에서 나오는 열을 발산하게 된다. 터빈의 내부의 압력이 외부(대기) 보다 높을 때는 증기의 유출이, 낮을 때는 공기의 유입을 발생할 수 있다.

### 복수기

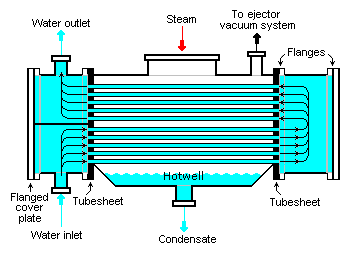
일반적인 수냉 복수기의 도해

복수기는 몸통과 냉각수가 흐르는 튜브로 구성된 열 교환기이다. 저압터빈을 나온 증기는 복수기에서 물로 바뀌게 된다.

### 급수 가열기
상업적인 화력 발전소에서는 드럼 보일러를 사용하는데, 복수기에서는 기화열을 뺏어버리고 물로 만들어버린다. 그래서 발전소의 효율을 높이기 위해서 터빈에서 나오는 열을 가지고 물의 온도를 높여주게 된다.

### 탈기기

탈기기의 도해

화력 발전소의 보일러는 급수된 물에 공기나 다른 가스가 포함되면 보일러의 금속이 빨리 부식되어 버리게 된다.
일반적으로, 발전소에서는 탈기기를 사용하여 보일러에 급수되는 물에서 공기와 다른 가스를 빼내어버린다. 탈기기에서는 일반적으로 보일러 급수 탱크의 꼭대기에 돔형식의 탈기구획을 설치한 것이다.
탈기기에는 다양한 디자인과 제조회사가 있다. 이 도해는 전형적인 상업적인 탈기기를 묘사해 놓은 것이다. 탈기기가 똑바로 작동한다면, 많은 탈기기 제조회사들은 산소를 무게당 7ppb (0.005 cm³/L)를 초과하지 않는다고 보장하고 있다.

## 기타 시스템

### 모니터링과 경보 시스템
대부분의 발전소는 자동으로 운전을 조절한다. 그러나, 수동 조작이 필요할때도 있다. 그러므로, 발전소에는 모니터링과 경보 시스템이 구비되어 있어, 전체 운전상태가 정상범위안에 들도록 발전소 운전원들에게 알려준다.

### 축전지를 이용한 비상등 및 통신
납 축전지를 이용한 중앙 축전지 시스템은 필요시에 필수적인 발전소 제어 시스템, 통신 시스템, 터빈 오일펌프, 비상등에 비상 전원을 공급해준다. 이 비상 시스템은 발전소가 비상사태일 때 안전하게 발전소를 정지시킬수 있도록 도와준다.

## 석탄의 운송과 저장
대부분의 화력 발전소는 석탄을 주 연료로 사용한다. 탄광에서 캐낸 가공되지 않은 석탄은 트럭이나, 바지선, 석탄선 혹은 철도로 운반된다. 일반적으로 철도로 운반될시에는 모든 화차를 석탄수송으로 바꾸어놓는다. 석탄은 도착해서 크기별로 위치된다. 화차에서 석탄을 내릴때 로터리 덤퍼 혹은 틸트 덤퍼가 컨베이어 벨트로 운반한다. 석탄은 일반적으로 분쇄기에서 6mm크기로 분쇄된다. 분쇄된 석탄은 컨베이어 벨트로 보내지게 된다. 일반적으로 분쇄된 석탄은 불도저를 이용하여 압축되며, 이런 압축은 석탄의 자연발화를 막아준다.
이렇게 압축된 석탄은 저장더미로 보내지거나, 보일러의 급탄기로 보내지기 위해서 컨베이어 벨트로 보내지게 된다.

## 같이 보기
- 보일러
- 원자력
- 발전소